# Diarilheptanoide
Los diarilheptanoides (también conocidos como difenilheptanoides) son una clase relativamente pequeña de metabolitos secundarios de plantas. Constan de  de dos anillos aromáticos (grupos arilo) unidos por una cadena de siete átomos de carbonos (heptano) y contiene diversos sustituyentes. Se pueden clasificar en lineales (curcuminoides) y diarilheptanoides cíclicos. El miembro mejor conocido es la curcumina, que se aísla de la cúrcuma (Curcuma longa) y se conoce como el colorante alimentario E100. Otras especies de Curcuma, como la cúrcuma comosa, también producen diarilheptanoides.

Curcumin, un diarilheptanoide lineal.

Han sido también descritos en plantas de 10 familias diferentes, como por ejemplo, Betulaceae y Zingiberaceae .
Un diarilheptanoide es un compuesto intermedio en la biosíntesis de phenylphenalenones en Anigozanthos preissii o thyrsiflora Wachendorfia (Haemodoraceae).

## Diarilheptanoides cíclicos

Miricanona, un diarilheptanoide cíclico.

Los diarilheptanoides cíclicos que contienen miricanona han sido aislados de la corteza de Myrica rubra (Myricaceae). Otros dos diarilheptanoides cíclicos,  ostryopsitrienol y ostryopsitriol, se han aislado de las raíces de planta medicinal endémica china Ostryopsis nobilis (Betulaceae). Otros ejemplos son Acerogenin M, aislado de Acer nikoense (Sapindaceae), o Jugcathayenoside y (+)-galeon aislado de la corteza de la raíz de Juglans cathayensis (Juglandaceae).

## Efectos sobre la salud
La actividad antioxidante de los diarilheptanoides aislados de rizomas de Etlingera elatior (Zingiberaceae) es mayor que el del α-tocoferol.